# 2018年アジア競技大会における柔道競技
2018年アジア競技大会の柔道競技（2018ねんアジアきょうぎたいかいにおけるじゅうどうきょうぎ）は、2018年8月29日から9月1日にかけてインドネシアのジャカルタで開催された柔道の国際大会。
　　　　　　　　　　　　　

## 大会結果

### 男子
| 階級        | 金                         | 銀                           | 銅                                                        |
| ----------- | -------------------------- | ---------------------------- | --------------------------------------------------------- |
| 60kg以下級  | ディヨルベク・ウロズボエフ | 志々目徹                     | 楊勇緯 イ・ハリム                                         |
| 66kg以下級  | アン・バウル               | 丸山城志郎                   | エルドス・ジュマカノフ アルトゥール・テ                   |
| 73kg以下級  | 大野将平                   | 安昌林                       | ビクトル・スクボルトフ モハマド・モハマディ               |
| 81kg以下級  | ディダル・ハムザ           | サイード・モラエイ           | ウラジーミル・ゾロエフ オトゴンバータル・ウーガンバータル |
| 90kg以下級  | 郭同韓                     | ガントゥルガ・アルタンバガナ | ベイカー茉秋 コムロンショフ・ウストピリヨン               |
| 100kg以下級 | 飯田健太郎                 | チョ・グハム                 | シェラリ・ジュラエフ ルハグバスレン・オトゴンバータル     |
| 100kg超級   | 金成民                     | ウルジバヤル・ドゥレンバヤル | ベクムロド・オルティボエフ シャカルママド・ミルママドフ   |

### 女子
| 階級       | 金       | 銀         | 銅                                                              |
| ---------- | -------- | ---------- | --------------------------------------------------------------- |
| 48kg以下級 | 鄭普涇   | 近藤亜美   | ムンフバット・ウランツェツェグ オトゴンツェツェグ・ガルバドラフ |
| 52kg以下級 | 角田夏実 | 朴多率     | ウォラシーハ・ガチャコーン リム・ソンシム                       |
| 57kg以下級 | 玉置桃   | キム・ジナ | ドルジスレン・スミヤ 連珍羚                                     |
| 63kg以下級 | 鍋倉那美 | 渡辺聖未   | 唐婧 韓喜主                                                     |
| 70kg以下級 | 新添左季 | 金省然     | ツェンドアユシュ・ナランジャルガル グルノザ・マトニヤゾワ       |
| 78kg以下級 | 佐藤瑠香 | 朴兪辰     | 大枝郁美 馬振昭                                                 |
| 78kg超級   | 素根輝   | 金珉程     | グルジャン・イサノワ 王彦                                       |

## 男女混合団体戦
| 優勝                                                                                  | 2位 | 3位                                                    | 3位                                                    |
| 日本 舟久保遥香 玉置桃 海老沼匡 田中志歩 新添左季 小林悠輔 山本沙羅 影浦心 王子谷剛志 | カザフスタン セバラ・ニシャンバエワ ジャンサイ・スマグロフ ゼレ・ベクタスキジ イスラーム・ボズバエフ グルジャン・イサノワ エラシル・カジバエフ | 中国 張雯 バヤンデリヘイ 劉紅岩 ブヘビリゲ 王彦 沈株鴻 | 韓国 権柔貞 安昌林 チョン・ヘジン 郭同韓 金珉程 金成民 |

### 各国メダル数
| 順    | 国・地域             | 金 | 銀 | 銅 | 計 |
| ----- | -------------------- | -- | -- | -- | -- |
| 1     | 日本                 | 9  | 3  | 1  | 13 |
| 2     | 韓国                 | 4  | 6  | 3  | 13 |
| 3     | カザフスタン         | 1  | 1  | 2  | 4  |
| 4     | ウズベキスタン       | 1  | 0  | 3  | 4  |
| 5     | モンゴル             | 0  | 2  | 5  | 7  |
| 6     | イラン               | 0  | 1  | 1  | 2  |
| 6     | 北朝鮮               | 0  | 1  | 1  | 2  |
| 8     | フィリピン           | 0  | 1  | 0  | 1  |
| 9     | 中国                 | 0  | 0  | 4  | 4  |
| 10    | キルギス             | 0  | 0  | 3  | 3  |
| 11    | タイ                 | 0  | 0  | 2  | 2  |
| 11    | タジキスタン         | 0  | 0  | 2  | 2  |
| 11    | チャイニーズタイペイ | 0  | 0  | 2  | 2  |
| 14    | アラブ首長国連邦     | 0  | 0  | 1  | 1  |
| Total | Total                | 15 | 15 | 30 | 60 |

## 男女混合団体戦での勝敗をめぐって
今大会の男女混合団体戦初戦の日本対韓国戦においてトラブルが起こった。
男女各3名計6名により争われるその初戦では、両チーム3－3と勝利数では並んだものの、内容差により日本チームの勝利となった。
規定により、指導累積による反則勝ちを含めた一本勝ちは10点、技あり勝ちは1点が付与されるため、2つの反則勝ちを含めた3つの一本勝ちを
収めた日本チームは30点、1つの反則勝ちを含めた2つの一本勝ちと一つの技あり勝ちの韓国は21点となり、日本チームの勝利となった。
運営側から今大会は、3－3で勝ち数が並んだ場合は内容差で勝敗が決するとの説明が、文書化されてはいなかったものの英語であらかじめなされていた。
試合前日に団体戦の抽選を行った際にもその点が再確認された。
ところが、2017年の世界選手権団体戦では指導の累積による勝利は0点と規定されていたため、今大会でもそれが適用されると
勘違いしたと見られる韓国チームは、試合に出場した6名全員が畳の上で10分以上も座り込んで抗議を行った。
韓国チームの安昌林は「勝ったと思っていた」とコメントした。一方で、日本チームの海老沼匡は「あれはただ韓国チームがルールを
知らなかっただけだと思う」、影浦心も「相手はルールが分かってなかったんじゃないですか」とそれぞれ語った。